# Parc national de Marsabit
Le parc national de Marsabit est une zone protégée située dans le nord du Kenya, à 560 km au nord de Nairobi dans le comté de Marsabit dans l'ancienne province orientale. Il constitue une enclave d'une superficie de 360 km2 de la réserve nationale de Marsabit,.